# بطولة باوليستا 1988
بطولة باوليستا 1988 هو موسم من بطولة باوليستا. كان عدد الأندية المشاركة فيه 20، وفاز فيه نادي كورينثيانز. كان النهائي بين غواراني وكورينثيانز.